# Tjako van Schie
 (novembre 2022).
Si vous disposez d'ouvrages ou d'articles de référence ou si vous connaissez des sites web de qualité traitant du thème abordé ici, merci de compléter l'article en donnant les références utiles à sa vérifiabilité et en les liant à la section « Notes et références ».

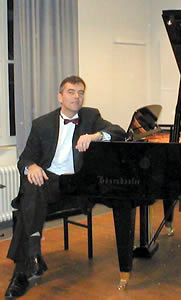
Tjako van Schie

Tjako van Schie (Coevorden, 17 avril 1961) est un pianiste et compositeur néerlandais. Il est aussi professeur au conservatoire d’Amsterdam.
Depuis 1999 Van Schie a travaillé comme professeur par intérim au Conservatoire de Porto (Portugal). En 2001 il a donné plusieurs fois des concerts en Chine. La même année il a joué aux Pays-Bas et au Portugal avec l'Orquestra Portuguesa de Saxofones, (autre nom: Vento do Norte).
Van Schie est également compositeur. Il a écrit de la musique pour tous sortes d'ensembles, il a aussi réécrit de la musique ancienne, comme des compositions de Robert Schumann pour piano et saxophone.
Van Schie a reçu son éducation auprès du Conservatoire de Zwolle. Ensuite il a suivi plusieurs "master classes", entre autres avec le pianiste Américain Jacob Lateiner.
Van Schie habite dans la province néerlandaise de Overijssel.

## Enregistrements
- CD: The Goldberg Variations BWV 988 de Johann Sebastian Bach (1991)
- "Koninginnedagconcert" - CMK, avec le Coevorder Mannenkoor (1991)
- "Overijssel Zingt" (double cd) - MIRASOUND, avec plusieurs chœurs de Overijssel (1993)
- CD: Shtil di nakht iz oysgeshternt - Yiddish music from the ghetto's and concentration camps, 1995, EMI, ré-édité par EMI en 2005: Tjako van Schie - piano & Adriaan Stoet - violon
- CD: Water bron van leven, 1998, compositions pour piano par différents compositeurs sur le thème "water" ("eau"), avec quatre de ses compositions et une version pour piano solo de La Moldau de Má Vlast de Bedřich Smetana.
- "Akoestisch signaal" - MIRASOUND, avec le Chœur de Police Hollandais de Drenthe (1996)
- "Shtil di nakht iz oysgeshternt" - EMI, ré-édition (2005)
- "Die Geigen, ja die Geigen!" - GILL/SONY, plusieurs compositeurs (Adriaan Stoet-violin & Tjako van Schie-piano) (2008)
- "Wonderful World" avec baryton saxophone de Henk van Twillert (2008)